# پاپفی گلوبنددار
پاپفی گلوبنددار (نام علمی: Eriocnemis isabellae) یک مگس‌مرغ بومی کلمبیا است. این گونه در سال ۲۰۰۵ کشف شد و در سال ۲۰۰۷ به عنوان یک گونه جدید برای جهان علم تأیید شد. با خطر انقراض مواجه است و بنابراین وضعیت در بحران انقراض توصیه شده‌است. تنها زیستگاه شناخته‌شده آن، جنگل‌های ابری سرانیا دل پینچه (بخش کائوکا)، در غرب آند است. این زیستگاه با پاکسازی جنگل برای کشاورزی، به ویژه کشاورزی کوکا تهدید می‌شود.
طول این پاپفی بین ۹۰ تا ۱۰۰ میلی‌متر (۳٫۵ تا ۴ اینچ) است. نام گونه نسبت به گلوبند نر تکه‌ای از پرهای سبز رنگین‌کمانی و آبی درخشان و از پرهای پفی سفید در ناحیه ران است.